# Dagmara Bilińska
Dagmara Bilińska (właśc. Dagmar Bilińska))  – polska aktorka teatralna, operowa i filmowa.
W 1977 ukończyła studia na PWST w Krakowie. Bezpośrednio po studiach pracowała w Scenie Polskiej Teatru Cieszyńskiego, następnie w Teatrze Ludowym w Krakowie oraz w Teatrze „Bagatela” im. Tadeusza Boya-Żeleńskiego. W telewizji debiutowała w filmie Sprawa inżyniera Pojdy, gdzie grała rolę żony głównego bohatera. Znana jest też jako odtwórczyni roli fajtłapowatego kosmity Pi w programie edukacyjnym Przybysze z Matplanety.
Od 2004 roku pracuje jako asystent reżysera w Operze Krakowskiej, gdzie zagrała również w kilku rolach.
Z małżeństwa z Andrzejem Hudziakiem ma dwoje dzieci. Ich syn Piotr Hudziak też jest aktorem.